# Kapenguria
Kapenguria är huvudort i distriktet Västra Pokot i provinsen Rift Valley i Kenya. År 1999 hade staden 56 000 invånare.